# HATS-18
HATS-18, TOI-750 — одиночная звезда в созвездии Гидры на расстоянии около 2028 световых лет (около 622 парсек) от Солнца. Видимая звёздная величина звезды — +14,067m. Возраст звезды определён как около 3,2 млрд лет.
Вокруг звезды обращается, как минимум, одна планета.

## Характеристики
HATS-18 — жёлтый карлик спектрального класса G. Масса — около 1,037 солнечной, радиус — около 1,07 солнечного, светимость — около 0,874 солнечной. Эффективная температура — около 5540 K.

## Планетная система
В 2016 году командой астрономов, работающих в рамках обзора HATSouth, было объявлено об открытии планеты HATS-18 b.